# ویکتور کوسیچکین
ویکتور کوسیچکین (روسی: Виктор Иванович Косичкин؛ ۲۵ فوریه ۱۹۳۸ – ۳۰ مارس ۲۰۱۲) اسکیت‌باز سرعت اهل اتحاد جماهیر شوروی سوسیالیستی بود.